# Otto Gentil
Otto Rudolph Gentil (* 7. August 1892 in Aschaffenburg; † 26. Juli 1969 ebenda) war ein deutscher Bildhauer und Maler des 20. Jahrhunderts.

## Leben
Gentil wurde als Sohn des Aschaffenburger Pumpenherstellers und Kunstsammlers Anton Gentil (Spitzname: Pumpen-Anton) geboren. Er absolvierte in den Jahren 1905 bis 1914 im Hinblick auf eine spätere Tätigkeit im väterlichen Unternehmen eine Ausbildung im Metallhandwerk. Nach dem Ersten Weltkrieg studierte er von 1918 bis 1924 in München an der Kunstgewerbeschule zunächst Bildhauerei und anschließend Goldschmiedekunst. Ab 1923 war er als freischaffender Künstler in München und Aschaffenburg tätig. Studienreisen führten ihn durch Deutschland, Italien und Dalmatien. Von 1925 bis 1939 leitete er die Steinmetzwerkstätten der Aschaffenburger Meisterschule für Bauhandwerker unter Direktor Otto Leitolf. Es entstanden eine Reihe von bildhauerischen Arbeiten, von denen einige durch einen Bombenangriff auf Aschaffenburg am 21. November 1944 verloren gingen.

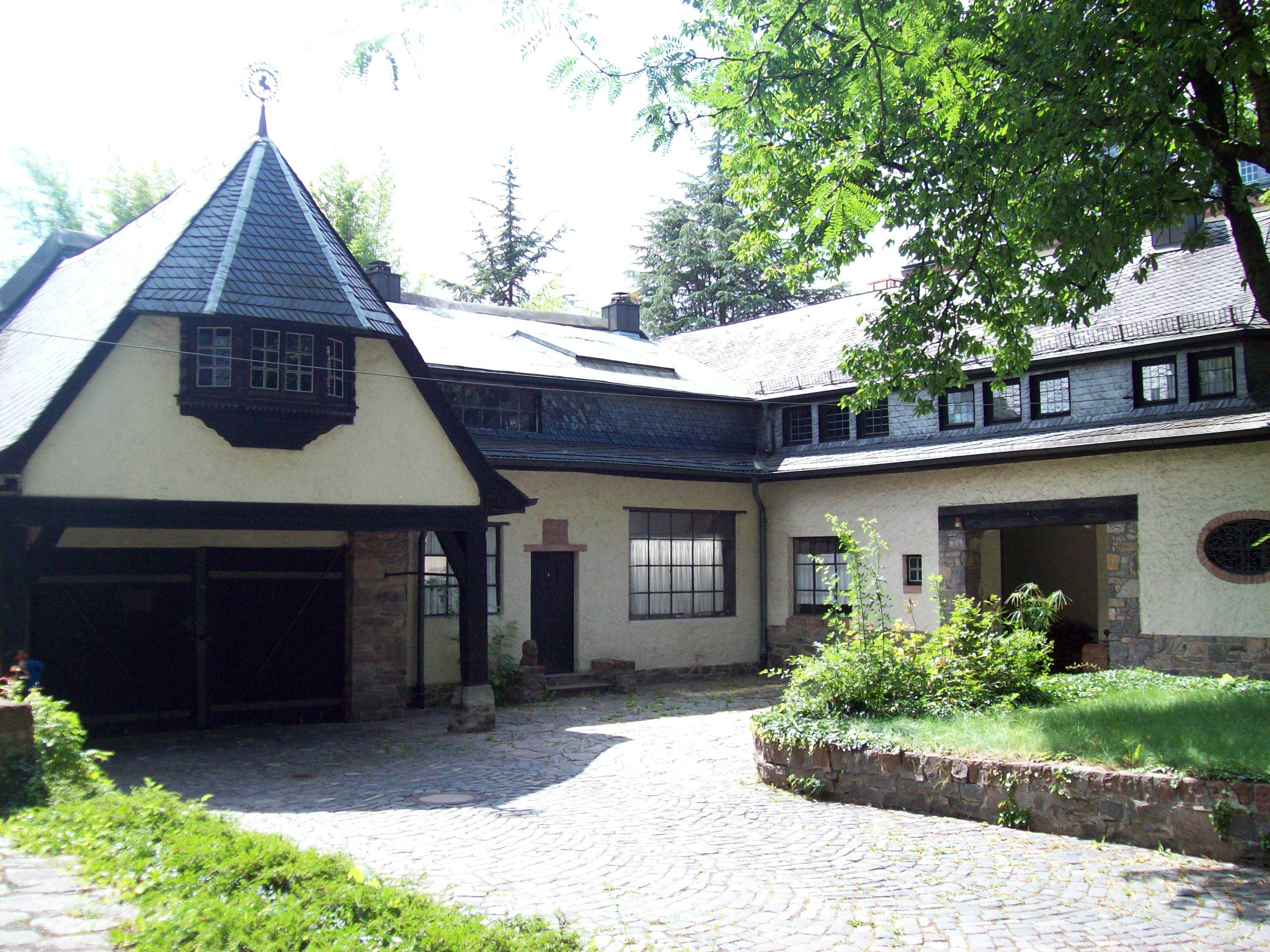
Atelierhaus, Grünewaldstraße 20

Otto Gentils Vater baute für seine umfangreichen Kunstsammlungen in den Jahren 1922/1923 nach eigenen Entwürfen in Aschaffenburg das „Haus Gentil“ (Gentilhaus) und ließ daneben für seinen Sohn ein eigenes Atelierhaus errichten. Dieses wurde von Otto nach den Kriegszerstörungen 1946 wieder aufgebaut und von ihm bis zu seinem Lebensende bewohnt. Er befasste sich fortan mit abstrakten künstlerischen Ausdrucksmöglichkeiten und Farbstudien.
Gentil heiratete am 8. März 1931 in Landau in der Pfalz Johanna Gretel Niedermeier.

## Werke

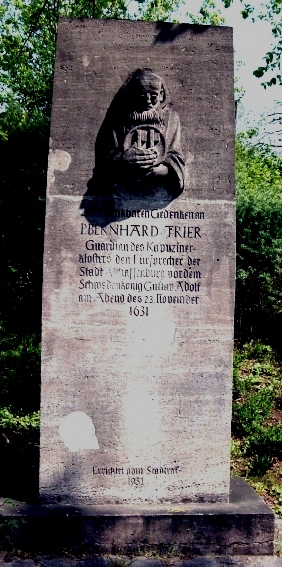
Denkmal Pater Bernhard von Trier 1931

- 1925: Expressionistisch gestalteter, Bronzehirsch mit Hubertuskreuz auf wappengeschmückter Wandkonsole am Jäger-Ehrenmal im Aschaffenburger Schlosshof. Der Zehnender wurde im Zweiten Weltkrieg eingeschmolzen. Ein Modell davon blieb im Besitz des Künstlers.
- 1929: Die Figur hl. Joseph (Muschelkalk, ursprünglich über dem Hauptportal, heute davor) und der Taufstein in der katholischen Kirche St. Josef in Aschaffenburg-Damm
- 1929: Die Terrakotta-Figuren hll. Petrus und Paulus an der Westfassade der Herz-Jesu-Kirche in Aschaffenburg, kriegszerstört, ersetzt durch Arbeiten von Willibald Blum
- 1931: Stele zum Gedenken an die Sagengestalt Pater Bernhard von Trier in der Kleinen Schönbuschallee in Aschaffenburg (Muschelkalk)
- 1931: Bronze-Christus am Kreuz Ecke Würzburger- und Hofgartenstraße (1953 durch ein von Kathi Hock entworfenes Sandsteinkreuz ersetzt)
- 1931: Kopie des Denkmals für Johann Walter von Kerpen in Aschaffenburg (Rotsandstein), 1628 errichtet, 1775 an die Kleine Schönbuschallee versetzt
- 1931: Figur des Johannes Nepomuk Willigisbrücke/Am Floßhafen (Muschelkalk)
- Medaillons am Haupteingang des Städtischen Krankenhauses Aschaffenburg (im Krieg zerstört)
- 1935: Hitler-Büste, angefertigt von Georg Schäfer und in Bronze gegossen von Otto Gentil in der Pumpenfabrik Anton Gentil
- 1935: „Hoheitszeichen“ (Reichsadler mit Hakenkreuz), Relief aus Rotsandstein an der Balkonbrüstung über dem Portikus des „Hitlerjugendheimes“ der Stadt Aschaffenburg – weggehauen. Heute beherbergt das Gebäude die Städtische Musikschule Aschaffenburg. Die Spuren ähnlicher Arbeiten in Rotsandstein sind auch an den Aussichtstürmen auf dem Stengerts im Stadtteil Schweinheim (1938) und auf der Geishöhe bei Dammbach (1937) zu erkennen.
- 1936: zusammen mit Ferdinand Keilmann preisgekrönter Entwurf für ein Kriegerdenkmal (Muschelkalk) an der Stelle einer hierfür beseitigten Flora-Statue im Magnolienhain des Parks Schöntal, das sogenannte Jägerehrenmal. Umsetzung der Pläne nach Überarbeitung durch Kurt Schmid-Ehmen zum Jägertag des 2. Jägerbataillons (zu Pfingsten 1936). Im Zentrum der von der Würzburger Straße aus über Treppen zugänglichen Anlage ein vollplastisch ausgearbeiteter Reichsadler über einem Eichelkranz mit Hakenkreuz. Zwei von Gentil gestaltete Jägerfiguren sind dort bis zum Abriss des Ehrenmals im Jahr 1946 nicht ausgeführt worden. Vor dem Zweiten Weltkrieg ist allerdings die Toranlage der Jägerkaserne erneuert und mit stärkeren Pfeilern versehen worden. Die beiden Pfeiler an der Einfahrt zeigten zur Würzburger Straße hin im Relief jeweils einen breitbeinig aufgestellten Soldaten mit Helm, vor sich das abgesetzte Gewehr, ähnlich der Statue eines Soldaten an der Kaserne der Leibstandarte-SS Adolf Hitler  im Berliner Ortsteil Lichterfelde. Die Pfeiler bestehen nicht mehr.
- 1937/38: Adler am Brunnen der Forstschule in Lohr am Main
- 1939: Kriegerdenkmal für die im Ersten Weltkrieg gefallenen Soldaten auf dem Marktplatz von Großostheim

## Ausstellungen
- 1941: Otto Gentil, Städtisches Heimatmuseum Aschaffenburg
- 1978: Otto Gentil, Jesuitenkirche Aschaffenburg
- 1993: Otto Gentil (1892–1969): Plastik und Malerei, Jesuitenkirche Aschaffenburg, Galerie der Stadt Aschaffenburg